# Samsung Experience
Samsung Experience era un firmware personalizzato basato su Android che Samsung ha usato sui suoi dispositivi Galaxy. Il suo nome originale era TouchWiz, ma è stato cambiato alla fine del 2016 su una versione in beta di Android Nougat sulle varianti del Samsung Galaxy S7. È stata sostituita da One UI, basata su Android Pie.

## Storia
TouchWiz è il vecchio nome che Samsung usava per la sua UI e le sue icone. Fu pubblicata per la prima volta il 4 giugno 2010, per il Galaxy S. I recensori avevano criticato Samsung poiché ritenevano che avesse incluso troppe applicazioni non indispensabili che avrebbero appesantito il sistema operativo, specialmente sul Galaxy S4.  Negli anni successivi, però, Samsung ha rimosso in modo incrementale le app preinstallate e le funzionalità extra. Il 15 dicembre 2016 è stato registrato il marchio "Samsung Experience," insieme al logo.

## Cronologia delle versioni
| Versione                                                        | Data di rilascio  | Funzionalità |
| --------------------------------------------------------------- | ----------------- | --- |
| Samsung Experience 8 (versione modificata di TouchWiz Grace UX) | 19 gennaio 2017   | UI ridisegnata - Iconografia consistente. - Aspetto più sofisticato. Aggiornato Edge UX - Nuove opzioni su Task edge. Inclina per sbloccare - Inclinare il telefono verso l'alto per sbloccarlo. Aggiornato Always-On Display - Notifiche di app di terze parti e del calendario. - Firma personalizzata - Promemoria a schermo spento. - Stili per l'orologio aggiuntivi. Samsung Cloud - 15 GB di spazio di archiviazione gratuito. Aggiunte al Theme Store - Ora include il supporto per i pacchetti di icone. Filtro a luce blu - Regola il calore della luce sullo schermo. Selfie ampio - Selfie con un campo visivo fino a 120° gradi. Altro - Supporta oltre 100 lingue di sistema. |
| Samsung Experience 8.1 (pubblicata con Galaxy S8)               | 21 aprile 2017    | Design modificato - Iconografia muta - Altre modifiche DeX - Collega il Galaxy S8, Note 8 e S9 ad un monitor, tastiera e mouse per un'esperienza desktop. Bixby - Interfaccia intelligente che impara da te per aiutarti a fare di più. Funziona con app selezionate come e-mail e messaggi, offre promemoria e può aiutarti a capire le tue impostazioni e configurare i tuoi dispositivi Samsung. Bixby Vision (solo su Galaxy S8/S8+, S9/S9+ e Note8) - Tradurre lingue straniere, scansionare biglietti da visita, scansionare codici QR, tramite la fotocamera Supporto a Samsung Connect - Controlla gli elettrodomestici Altro - Scorri verso l'alto per aprire l'elenco app - Pannello delle impostazioni ridisegnato |
| Samsung Experience 8.5 (pubblicata con Galaxy Note 8)           | 15 settembre 2017 | App Pair - Apri due app contemporaneamente usando il Multi Window Estese le funzioni di S Pen (solo per Galaxy Note 8) - Esamina, ingrandisci e traduci Miglioramenti del riconoscimento del viso e dell'iride (solo per alcuni modelli Galaxy) - Più efficiente e più veloce UI più stabile - Esperienza utente migliorata |
| Samsung Experience 9                                            | 8 febbraio 2018   | Bixby - "Bixby Briefing" fornisce aggiornamenti sul meteo quando suona una sveglia Dual Messenger - Installa una seconda copia di un account di messaggistica da utilizzare con un account separato Finder - Risultati più rapidi - Risultati della ricerca da Contatti, Impostazioni, Archivio, Messaggi e Email - Nuovi risultati da Galaxy Apps e Google Play Schermata principale - Scorciatoie rapide ridisegnate - I badge di notifica sulle icone delle app e sul pannello sono sincronizzati. Pannello rapido - Gestisci le notifiche per ogni app con categorie di notifica - Le icone verranno visualizzate nella parte inferiore del pannello delle notifiche per le notifiche che non sono attualmente visibili Samsung Cloud - Visualizza e gestisci foto e note memorizzate solo in Samsung Cloud - Conservare qualsiasi tipo di file in Samsung Cloud Drive - Apri dalla schermata principale SmartThings (precedentemente Samsung Connect) - Vari miglioramenti Tastiera Samsung - Impostazioni migliorate - Barra superiore con vari strumenti (personalizzabile) - Tastiera GIF - Più emoji - Sono disponibili più opzioni ad alto contrasto Altro - Miglioramento delle prestazioni del sistema - Più funzionalità per il pannello Edge - Miglioramenti DeX - Migliorie a "Trova il mio dispositivo" - Lenti a colori - Miglioramenti per l'app Email |
| Samsung Experience 9.5                                          | 9 agosto 2018     | Bixby 2.0 - Tempi di risposta migliorati - Conversazione più naturale - Suggerimenti personalizzati Emoji - Supporto a nuove emoji in linea con Unicode 11.0 |

## Dispositivi con Samsung Experience
Si noti che questo elenco non è esaustivo.

### Schermata Home di Samsung Experience
| Dispositivo | Versione                                              | Versione                                        |
| Dispositivo | Di fabbrica                                           | Ultimo aggiornamento                            |
| --- | ----------------------------------------------------- | ----------------------------------------------- |
| Samsung Galaxy S5 Neo (versione Canadese)                                                                                    | Touchwiz 5.1 (Android 5.1.1 "Lollipop")               | Samsung Experience 8.1 (Android 7.0 "Nougat")   |
| Samsung Galaxy S6, S6 Edge e S6 Edge+                                                                                        | Touchwiz 5.0 e 5.1 (Android 5.0.2 e 5.1.1 "Lollipop") | Samsung Experience 8.0 (Android 7.0 "Nougat")   |
| Samsung Galaxy S7, S7 Edge e S7 Active                                                                                       | Touchwiz 6.0 (Android 6.0.1 "Marshmallow")            | Samsung Experience 9.0 (Android 8.0.0 "Oreo")   |
| Samsung Galaxy S8 e S8+ | Samsung Experience 8.1 (Android 7.0 "Nougat")         | Samsung Experience 9.0 (Android 8.0.0 "Oreo")   |
| Samsung Galaxy S Light Luxury (S8 Lite)                                                                                      | Samsung Experience 9.0 (Android 8.0.0 "Oreo")         | Samsung Experience 9.0 (Android 8.0.0 "Oreo")   |
| Samsung Galaxy S9 e S9+ | Samsung Experience 9.0 (Android 8.0.0 "Oreo")         | Samsung Experience 9.5 (Android 8.1.0 "Oreo")   |
| Samsung Galaxy Note 5 | Touchwiz 5.1 (Android 5.1.1 "Lollipop")               | Samsung Experience 8.0 (Android 7.0 "Nougat")   |
| Samsung Galaxy Note Fan Edition (FE)                                                                                         | Samsung Experience 8.1 (Android 7.0 "Nougat")         | Samsung Experience 9.5 (Android 8.1.0 "Oreo")   |
| Samsung Galaxy Note 8 | Samsung Experience 8.5 (Android 7.1.1 "Nougat")       | Samsung Experience 9.0 (Android 8.0.0 "Oreo")   |
| Samsung Galaxy Note 9 | Samsung Experience 9.5 (Android 8.1.0 "Oreo")         | Samsung Experience 9.5 (Android 8.1.0 "Oreo")   |
| Samsung Galaxy A9 (2018) | Samsung Experience 9.0 (Android 8.0.0 "Oreo")         | Samsung Experience 9.0 (Android 8.0.0 "Oreo")   |
| Samsung Galaxy A9 Pro (2016)                                                                                                 | Touchwiz 6.0 (Android 6.0.1 "Marshmallow")            | Samsung Experience 9.0 (Android 8.0.0 "Oreo")   |
| Samsung Galaxy A8 (2018) / A8+ (2018)                                                                                        | Samsung Experience 8.5 (Android 7.1.1 "Nougat")       | Samsung Experience 9.0 (Android 8.0.0 "Oreo")   |
| Samsung Galaxy A8 Star (2018)                                                                                                | Samsung Experience 9.0 (Android 8.0.0 "Oreo")         | Samsung Experience 9.0 (Android 8.0.0 "Oreo")   |
| Samsung Galaxy A8s (2018) | Samsung Experience 9.5 (Android 8.1.0 "Oreo")         | Samsung Experience 9.5 (Android 8.1.0 "Oreo")   |
| Samsung Galaxy A8 (2016) | Touchwiz Grace UX (Android 6.0.1 "Marshmallow")       | Samsung Experience 9.0 (Android 8.0.0 "Oreo")   |
| Samsung Galaxy A7 (2018) | Samsung Experience 9.0 (Android 8.0.0 "Oreo")         | Samsung Experience 9.0 (Android 8.0.0 "Oreo")   |
| Samsung Galaxy A6 / A6+ (2018)                                                                                               | Samsung Experience 9.0 (Android 8.0.0 "Oreo")         | Samsung Experience 9.0 (Android 8.0.0 "Oreo")   |
| Samsung Galaxy A6s (2018) | Samsung Experience 9.0 (Android 8.0.0 "Oreo")         | Samsung Experience 9.0 (Android 8.0.0 "Oreo")   |
| Samsung Galaxy A3 (2017), A5 (2017) e A7 (2017)                                                                              | Touchwiz Grace UX (Android 6.0.1 "Marshmallow")       | Samsung Experience 9.0 (Android 8.0.0 "Oreo")   |
| Samsung Galaxy A3 (2016), A5 (2016) e A7 (2016)                                                                              | Touchwiz 5.1 (Android 5.1.1 "Lollipop")               | Samsung Experience 8.0 (Android 7.0 "Nougat")   |
| Samsung Galaxy J5 (2016) | Touchwiz 6.0 (Android 6.0.1 "Marshmallow")            | Samsung Experience 8.5 (Android 7.1.1 "Nougat") |
| Samsung Galaxy J7 (2016) Samsung Galaxy J7 Prime / Samsung Galaxy On7 (2016)                                                 | Touchwiz 6.0 (Android 6.0.1 "Marshmallow")            | Samsung Experience 9.5 (Android 8.1.0 "Oreo")   |
| Samsung Galaxy J3/J3 Pro (2017)                                                                                              | Samsung Experience 8.1 (Android 7.0 "Nougat")         | Samsung Experience 9.0 (Android 8.0.0 "Oreo")   |
| Samsung Galaxy J5/J5 Pro, J7/J7 Pro (2017) Samsung Galaxy J7 Max (2017) / On Max (2017) Samsung Galaxy J7 Nxt/J7 Core/J7 Neo | Samsung Experience 8.1 (Android 7.0 "Nougat")         | Samsung Experience 9.5 (Android 8.1.0 "Oreo")   |
| Samsung Galaxy J7+ (2017) | Samsung Experience 8.5 (Android 7.1.1 "Nougat")       | Samsung Experience 9.5 (Android 8.1.0 "Oreo")   |
| Samsung Galaxy J2 (2018) | Samsung Experience 8.5 (Android 7.1.1 "Nougat")       | Samsung Experience 9.0 (Android 8.0.0 "Oreo")   |
| Samsung Galaxy J3 (2018), J4 (2018) e J6 (2018)                                                                              | Samsung Experience 9.0 (Android 8.0.0 "Oreo")         | Samsung Experience 9.0 (Android 8.0.0 "Oreo")   |
| Samsung Galaxy J7 Prime 2 Samsung Galaxy J7 Prime (2018)                                                                     | Samsung Experience 8.5 (Android 7.1.1 "Nougat")       | Samsung Experience 8.5 (Android 7.1.1 "Nougat") |
| Samsung Galaxy J8 (2018) | Samsung Experience 9.0 (Android 8.0.0 "Oreo")         | Samsung Experience 9.0 (Android 8.0.0 "Oreo")   |
| Samsung Galaxy C7 (2016) | Touchwiz Grace UX (Android 6.0.1 "Marshmallow")       | Samsung Experience 9.0 (Android 8.0.0 "Oreo")   |
| Samsung Galaxy C5 Pro, C7 Pro, C9 Pro (2017)                                                                                 | Touchwiz Grace UX (Android 6.0.1 "Marshmallow")       | Samsung Experience 9.0 (Android 8.0.0 "Oreo")   |
| Samsung Galaxy C8 (2017) | Samsung Experience 8.5 (Android 7.1.1 "Nougat")       | Samsung Experience 9.5 (Android 8.1.0 "Oreo")   |
| Samsung Galaxy M10, M20 | Samsung Experience 9.5 (Android 8.1.0 "Oreo")         | Samsung Experience 9.5 (Android 8.1.0 "Oreo")   |
| Samsung Galaxy Feel (versione NTT DoCoMo)                                                                                    | Samsung Experience 8.1 (Android 7.0 "Nougat")         | Samsung Experience 9.0 (Android 8.0.0 "Oreo")   |
| Samsung Galaxy Xcover 4 | Samsung Experience 8.0 (Android 7.0 "Nougat")         | Samsung Experience 9.5 (Android 8.1.0 "Oreo")   |

### Tablet
| Dispositivo                                              | Numero modello                      | Versione | Versione                                        |
| Dispositivo                                              | Numero modello                      | Di fabbrica | Ultimo aggiornamento                            |
| -------------------------------------------------------- | ----------------------------------- | --- | ----------------------------------------------- |
| Samsung Galaxy Tab S2 (8.0 e 9.7) - versioni 2015 e 2016 | Tutti (eccetto T819C, T815C, T719C) | TouchWiz 5.0 (Android 5.0.2 "Lollipop" - versione 2015) TouchWiz 6.0 (Android 6.0.1 "Marshmallow" - versione 2016) | Samsung Experience 8.0 (Android 7.0 "Nougat")   |
| Samsung Galaxy Tab S3                                    | SM-T820; SM-T825                    | Samsung Experience 8.0 (Android 7.0 "Nougat")                                                                      | Samsung Experience 9.0 (Android 8.0.0 "Oreo")   |
| Samsung Galaxy Tab S4                                    | SM-T830; SM-T835                    | Samsung Experience 9.5 (Android 8.1.0 "Oreo")                                                                      | Samsung Experience 9.5 (Android 8.1.0 "Oreo")   |
| Samsung Galaxy Tab A 8.0 LTE con S-Pen (SM-P355)         | SM-T350; SM-T355 SM-P350; SM-P355   | TouchWiz 5.0 (Android 5.0.2 "Lollipop")                                                                            | Samsung Experience 8.5 (Android 7.1.1 "Nougat") |
| Samsung Galaxy Tab A 9.7                                 | SM-T550, SM-T555 SM-P550, SM-P555   | TouchWiz 5.0 (Android 5.0.2 "Lollipop")                                                                            | Samsung Experience 8.5 (Android 7.1.1 "Nougat") |
| Samsung Galaxy Tab A 8.0 (2017) Samsung Galaxy Tab A2 S  | SM-T380; SM-T385                    | Samsung Experience 8.5 (Android 7.1.1 "Nougat")                                                                    | Samsung Experience 8.5 (Android 7.1.1 "Nougat") |
| Samsung Galaxy Tab Active 2                              | SM-T390; SM-T395                    | Samsung Experience 8.5 (Android 7.1.1 "Nougat")                                                                    | Samsung Experience 8.5 (Android 7.1.1 "Nougat") |
| Samsung Galaxy Tab A 10.5 (2018)                         | SM-T590; SM-T595                    | Samsung Experience 9.5 (Android 8.1.0 "Oreo")                                                                      | Samsung Experience 9.5 (Android 8.1.0 "Oreo")   |
| Samsung Galaxy Tab E                                     | SM-T377x; SM-T560NU                 | TouchWiz 5.0 (Android 5.1.1 "Lollipop")                                                                            | Samsung Experience 8.5 (Android 7.1.1 "Nougat") |